# Irlandia na Letnich Igrzyskach Paraolimpijskich 2004
Irlandia na Letnich Igrzyskach Paraolimpijskich 2004 w Atenach reprezentowało 42 zawodników, 34 mężczyzn i 8 kobiet. Reprezentacja Irlandii zdobyła 4 medale: 3 srebrne i 1 brązowe. Zajęli 61. miejsce w klasyfikacji medalowej.